# Partit per la Unitat dels Drets Humans
El Partit per la Unitat dels Drets Humans (albanès Partia Bashkimi për të Drejtat e Njeriut, grec Κόμμα Ένωσης Ανθρωπίνων Δικαιωμάτων) és un partit polític d'Albània d'ideologia centrista i liberal, que dóna suport a la minoria grega. El partit va ser fundat el 1992 per a representar la població d'ètnia grega com la continuació de la Unió Democràtica de la Minoria Grega (Omonoia). Col·labora amb Omonoia, MEGA i altres partits grecs a Albània a les eleccions nacionals, sota un bloc grec. El partit està liderat actualment per Vangjel Dule, que ocupa l'únic escó del partit al Parlament.

## Història
El partit es va presentar per primera vegada a les eleccions nacionals el 1992, quan va rebre el 2,7% dels vots nacionals i va obtenir dos escons. Les eleccions de 1996 van veure el partit augmentar la seva quota de vots fins al 4%, guanyant tres escons. El Partit per la Unitat dels Drets Humans es va unir a la coalició encapçalada pel Partit Socialista d'Albània a les eleccions legislatives albaneses de 1997. Encara que la quota de vots del partit va caure a 3,2%, va obtenir un diputat addicional, guanyant quatre escons. Tanmateix, una altra caiguda del suport del partit a les eleccions del 2001 el va veure reduït, va obtenir el 2,6% dels vots i 3 escons. Tot i augmentar de nou la seva quota de vots a les de 2005 va rebre el 4,1% dels vots, el partit va perdre un altre diputat en quedar reduït  dos escons al Parlament. Les eleccions del 2009 van veure el partit reduït a un escó.
A les eleccions parlamentàries de 2017 va unir forces amb el Partit Demòcrata i va presentar dos candidats: el líder del partit Vangjel Dule a Vlorë i un al comtat de Korçë, amb el primer escollit. Va continuar la seva aliança amb el Partit Demòcrata a les eleccions parlamentàries de 2021, en les quals va guanyar un sol escó a la llista del Partit Demòcrata.
El cap del partit és Vangjel Dule, mentre que el membre del partit Vasilis Bolanos és alcalde d'Himara.
Normalment, el partit té nombrosos regidors als ajuntaments de la zona on hi ha minoria grega (Dropull, Dhivër, Pogon, Mesopotam, Finiq, Aliko, Livadhja, etc.) a més d'Himara. Alhora, està representant al Consell d'Europa pel Partit dels Liberals Demòcrates i Reformistes Europeus.

## Resultats electorals

### Eleccions legislatives
| Any  | Vots                 | %                    | Escons               | +/–                  | Govern            |
| ---- | -------------------- | -------------------- | -------------------- | -------------------- | ----------------- |
| 1992 | 48,923               | 2.69 (#5)            | 2 / 140              | Nou                  | Oposició          |
| 1996 | 66,529               | 4.04 (#3)            | 3 / 140              | 1                    | Oposició          |
| 1997 | 37,191               | 2.84 (#4)            | 4 / 140              | 1                    | Coalició          |
| 2001 | 34,897               | 2.84 (#5)            | 3 / 140              | 1                    | Coalició          |
| 2005 | 56,403               | 2.84 (#10)           | 2 / 140              | 1                    | Coalició          |
| 2009 | 18,078               | 1.19 (#6)            | 1 / 140              | 1                    | Oposició          |
| 2013 | 6,089                | 0.85 (#6)            | 1 / 140              | =                    | Oposició          |
| 2017 | No hi van participar | No hi van participar | No hi van participar | No hi van participar | Extraparlamentari |
| 2021 | Dins del PD-AN       | Dins del PD-AN       | 1 / 140              | 1                    | Oposició          |
| 2025 | Dins de l'ASHM       | Dins de l'ASHM       | 1 / 140              | =                    | Oposició          |